# Harm Klueting
Harm Klueting (* 23. března 1949, Iserlohn, Německo) je německý historik a teolog. Je profesorem historické teologie na univerzitě v Kolíně nad Rýnem a přednáší katolickou teologii na univerzitě ve švýcarském Fribourgu. V roce 2011 byl vysvěcen na katolického kněze, přestože je ženatý a má dvě děti. Stalo se tak na základě výjimky udělené papežem Benediktem XVI. Klueting totiž ke katolicismu přestoupil od svého původního luteránského vyznání.
Na kněze Kluetinga, který se již dříve stal jáhnem, vysvětil v soukromém ceremoniálu arcibiskup a kolínský kardinál Joachim Meisner. Papež udělil novému knězi povolení zůstat ženatý s Edeltraud Kluetingovou, která se stala v roce 2004 katolickou karmelitánskou jeptiškou. Kolínská arcidiecéze, do níž byl Klueting inkardinován, oznámila, že dokud bude manželství trvat, pár nebude muset složit tradiční slib celibátu.